# Xenosaurus agrenon
Xenosaurus agrenon là một loài thằn lằn trong họ Xenosauridae. Loài này được King & Thompson mô tả khoa học đầu tiên năm 1968.